# Raio iônico

Raios de alguns elementos como átomos neutros e cátions (vermelho) e ânions (azul) derivados desses átomos. Os raios são dados em picômetros

O raio iônico é a distância entre o centro do núcleo de um íon até o elétron estável mais afastado do mesmo.  O raio iônico é geralmente medido em picômetros (pm, 10−12 m) ou angstroms (Å, 10−10 m).
O raio de um cátion (íon positivo, com déficit de elétrons) é geralmente menor que o raio do átomo correspondente, enquanto que o raio de um ânion (íon negativo, com extra elétrons) é geralmente maior.